# 謝氏獅子舞演舞団
謝氏獅子舞演舞団（しゃしししまいえんぶだん）は、台湾台南市学甲区中角庄にある演舞団であり、
「学甲十三庄」の一つである「学甲中社庄謝府元帥壇」に所属し、または中角謝氏集落における角頭廟でもある。

## 解説
この演舞団は学甲十三庄の四十七角頭の一つであることから、学甲慈済宮の上白礁祭典及び刈香の基本構成メンバーとして活動しており、
慈済宮の代表選挙区では学甲中角地域に属している。
日本統治時代に創立し、当時は既に学甲慈済宮の上白礁刈香イベントに参加していた。
創立初期は謝氏一族を主要メンバーとして運営しており、地域を代表する重要な民俗芸能団体へと発展し、
現在では台南市政府及び文化部により文化資産として登録されている。

## 歴史沿革
金獅陣の起源には諸説あるが、その一つに「獅陣の祖師は宋の初代皇帝．趙匡胤（宋太祖）である」という伝承がある。
このような言い伝えが生まれた理由は、宋太祖が創始した拳法「太祖拳」が挙げられる。
後世において、この拳法は宋江四陣に広く取り入れられた。
台湾では主に宋江四陣が伝承されており、その中でも最も広く普及しているのが宋江陣である。
そのため、この拳法を修練する人も最も多い。
「太祖拳」には一つの顕著な特徴がある。それは演練の際に、単なる型の披露ではなく、実際に力強く拳を打つことを重視している点である。
このような特徴は、各地で宋江陣が「郷土を守り民を護る」ことを目的として創設された背景と、非常に深い関わりがある。
中角庄の地元住民によると、謝氏獅子舞は日本統治時代には既に存在していたという。
また、当時の学甲においては、山寮．学甲寮．東邊角．西邊角．三角仔．草坔．頭前寮といった集落のほとんどが謝氏一族を中心に成り立っていたため、
獅子舞の創立当初の団員も全て謝氏一族で構成されていた。
こうした経緯から、この演舞団には「謝氏獅子舞」と名付けられたのである。
謝氏獅子舞演舞団が設立した後、同じ姓氏の縁に基づき、西港烏竹林の金獅陣から謝氏の拳術師範を指導者として招聘した。
その後、イベントは一時中断されていたが、1988年に地元に「学甲香」（学甲の祭典）を挙げてから、地元の人々が再び演舞団を再編成して訓練している。
現在、謝氏獅子舞は学甲地域において著名な陣頭の一つであり、上白礁祭典において非常に重要な役割を担っている。

## 伝統と特色
金獅陣は宋江陣から発展したものであるが、その性質の違いにより、両者の演出には僅かな差異が見られる。
宋江陣の演出においては、「頭旗」と「両斧」が先頭を務めるのが通例であるのに対し、金獅陣では「獅子頭」が演出全体の中心的役割を果たしている。
そのため、「獅子頭」は演出の中で非常に重要な地位を占めている。
さらに、「獅子頭」は演出の主役であると同時に、非常に高い神聖性を持つ存在でもある。
この故、演出していない時には神として祀られるべき存在とされている。
一般的に金獅陣を有する廟には、「獅子頭」を奉るための専用の祠や神壇が設けられている。
獅子頭は金獅陣において最も重要な用具である。昔、伝統的な獅子頭の製作は土型紙張りという制作方法で、工程が非常に複雑で時間もかかる。
それに、素材技術の発展や製作コストの削減、さらには製作工程の簡略化といった効率性の観点から、近年ではほとんどの獅子頭がガラス繊維（FRP）製で作られるようになっている。
しかし、中角（謝氏角）謝氏獅子舞が使用する獅子頭は、今でも土型紙張りで製作されている。
また、金獅陣の演出形式は宋江陣に似ているものの、演目の数や陣形においては、宋江陣ほどの多様さや複雑さは見られない。
というのも、その演出の中心はあくまで獅子頭の操作にあり、獅子頭の演出部分が終わった後に、他の演目が行われる構成となっている。
陣頭で使われている多くの武器は、宋江陣に由来している。
演出の時、少なくとも5や6人が交替して獅子頭を動かし続けることで、金獅に命が吹き込まれたような迫力ある表現が可能になる。
ほとんどの武芸を主体とする陣頭は、演舞の依頼を受けた後、何らかの関連する儀式を行うことが多い。
謝氏獅子舞演舞団は西港烏竹林の金獅陣に師事しているため、いくつの習俗も受け継いでいる。
例えば：
1. 開館：一定期間の訓練を終えた後、巡行の前に実施される検収の儀式である。神様に練習の成果を報告し、いわばその出来栄えを検収していただくという意味を持つ。
2. 探館：縁のある近隣の廟を訪問し、奉納演舞や技芸の交流を行う。
3. 謝館：刈香儀式の終了後、祖師を丁重にお送りし、武器を倉庫に納めて、次の儀式まで保管する。

## 民俗文化資産に登録
謝氏獅子舞演舞団は、いくつかの歴史的．文化的な由来を持ち、今までも伝統的な土型紙張りで獅子頭を製作する方法を保有している。
さらに、多くの伝統的な技芸や文物、儀式なども継承しており、歴史．文化の保存価値が高いと評価されている。
故に、謝氏獅子舞演舞団は台南市伝統芸術として民俗文化資産に登録されている。

## 写真

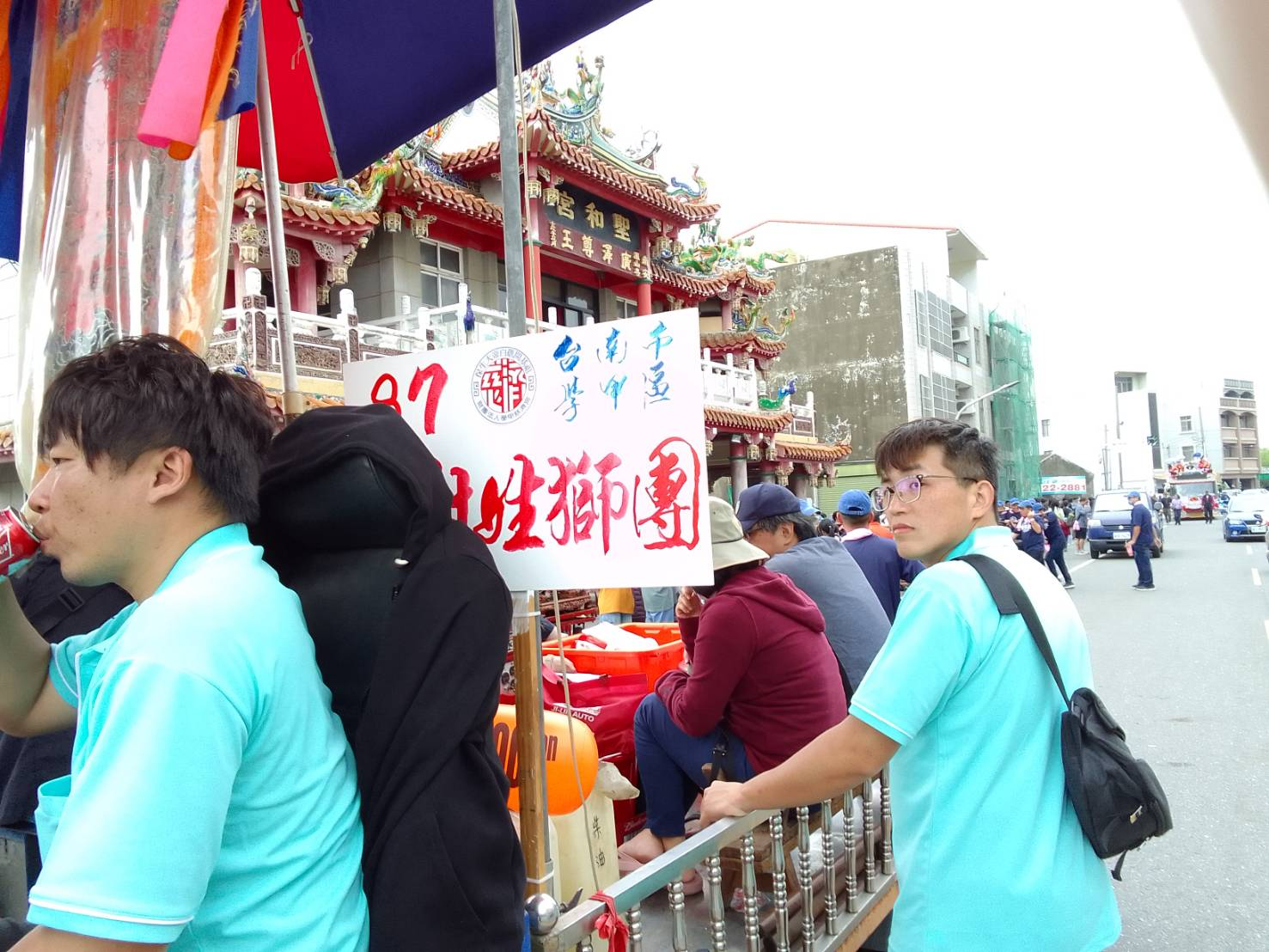
上白礁巡行－乙巳年
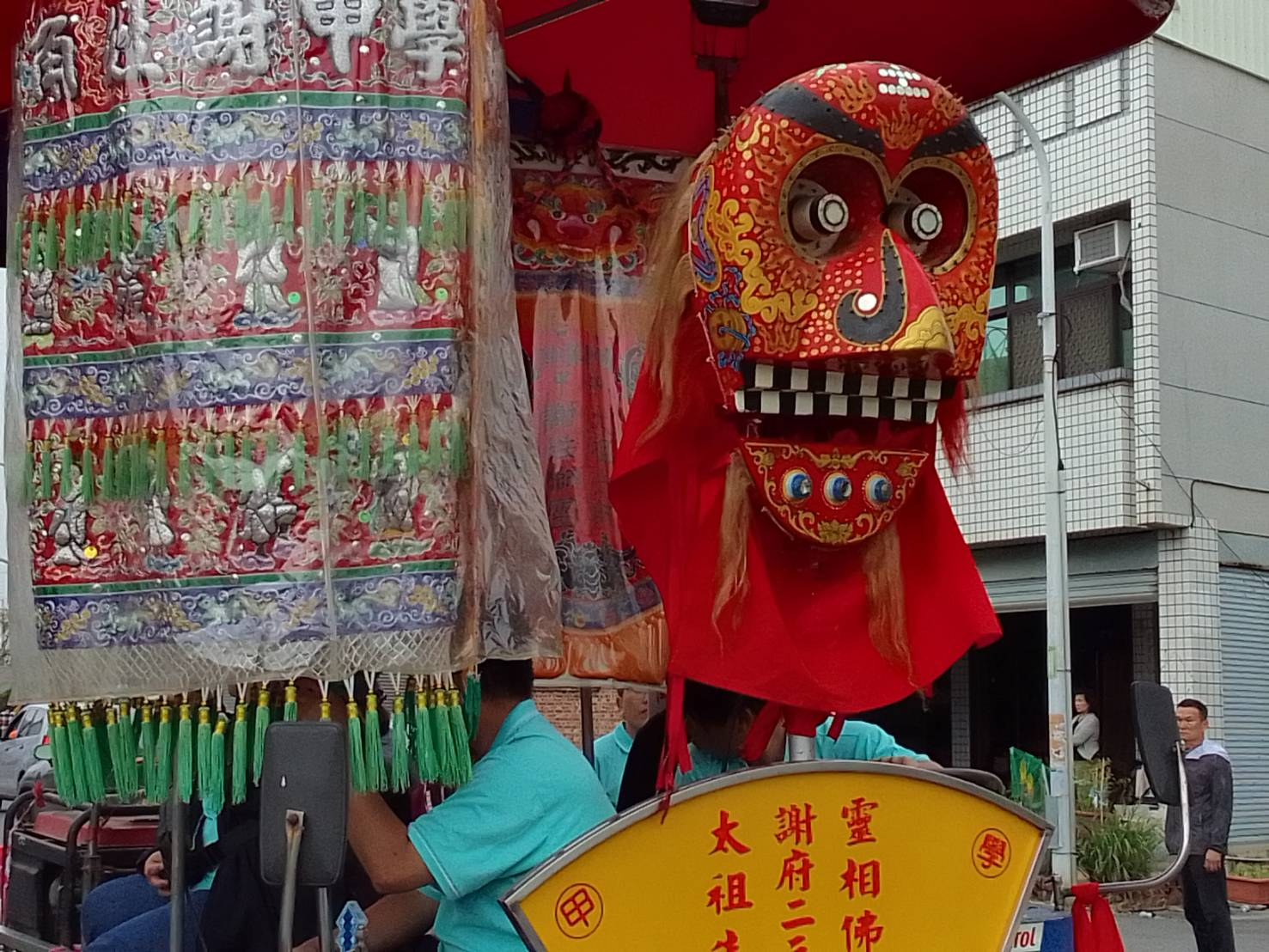
神傘と獅子頭
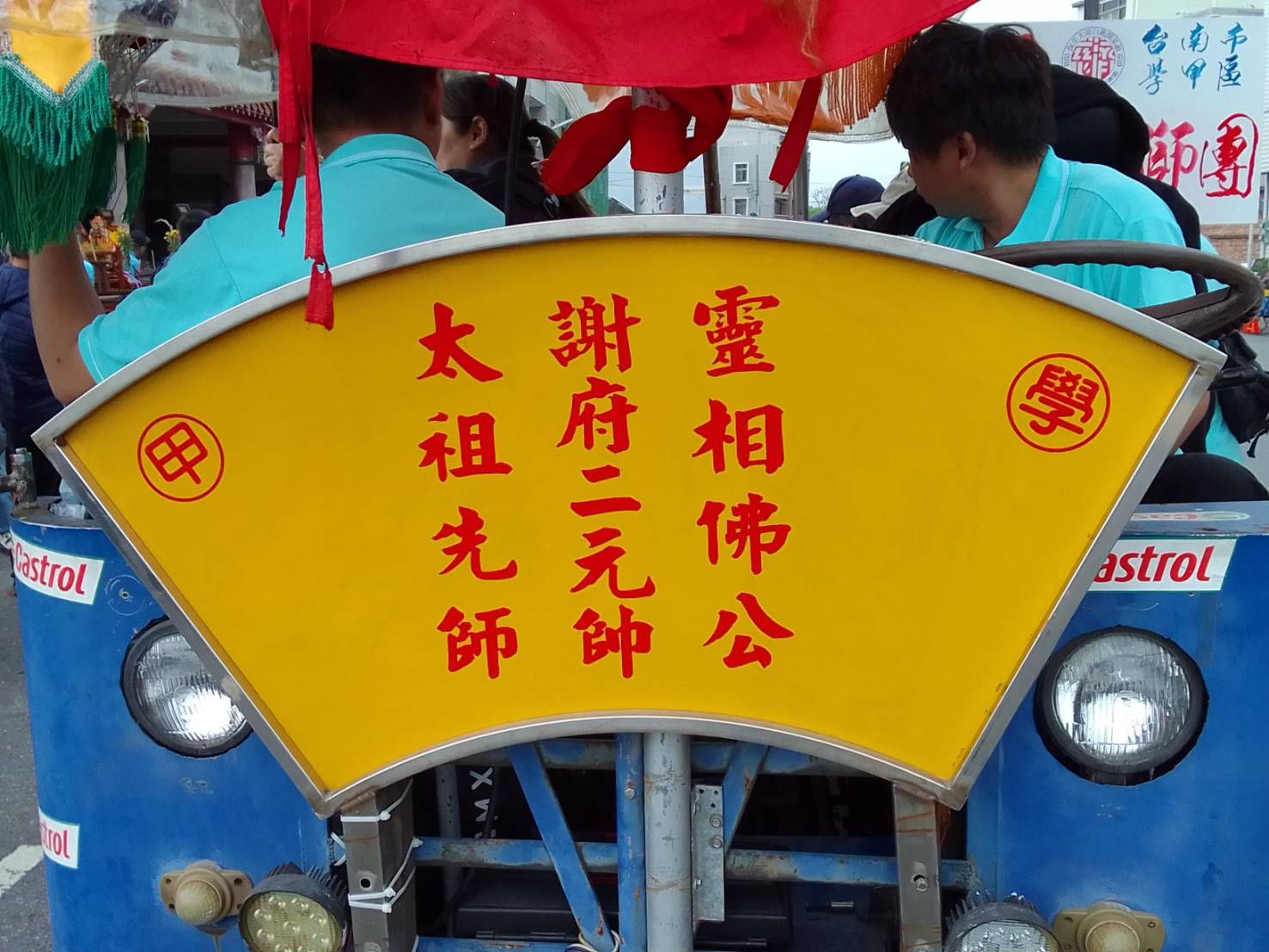
守護神－その１
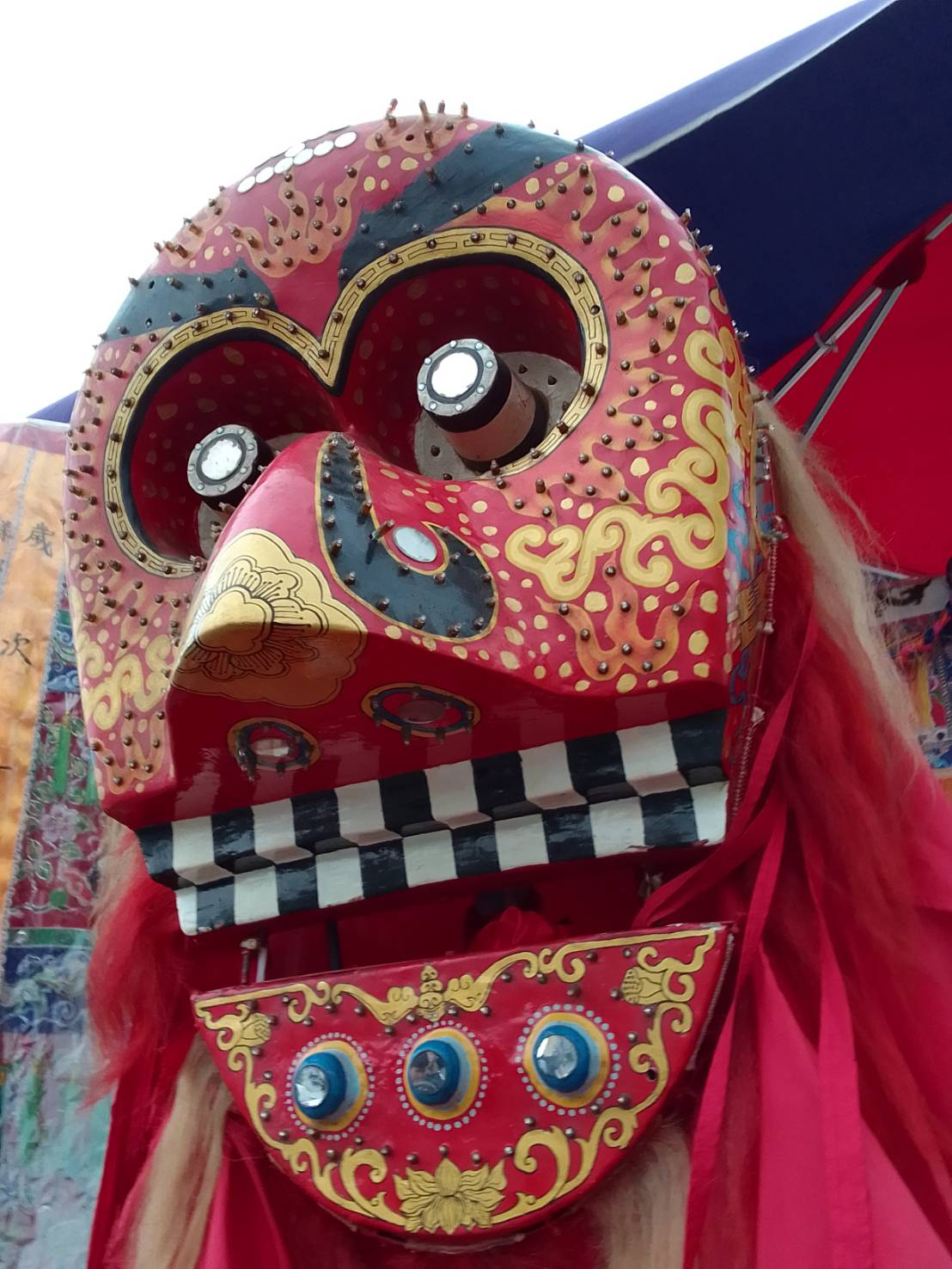
特色ある土型紙張りで作られた獅子頭
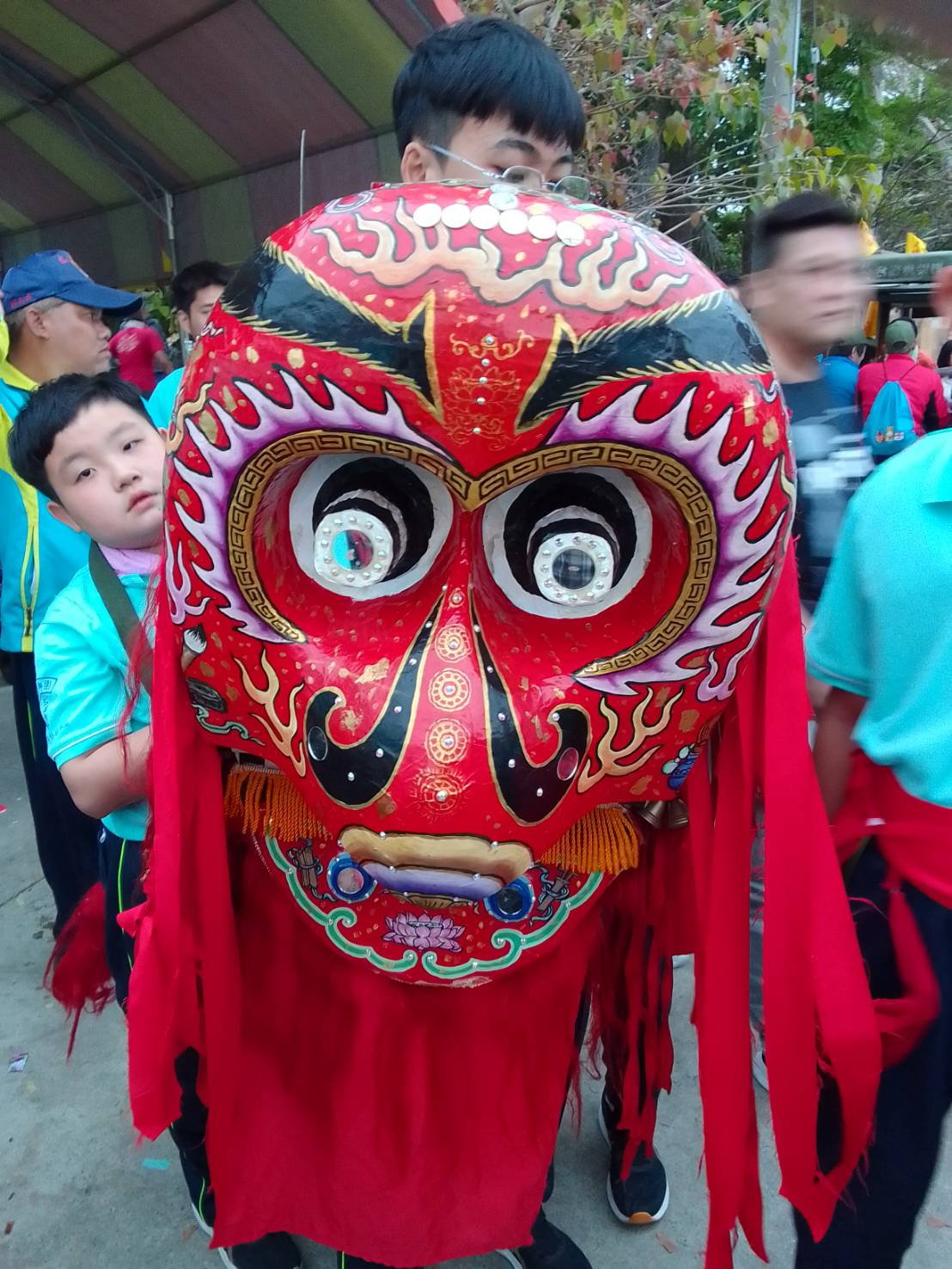
獅子舞役－その１
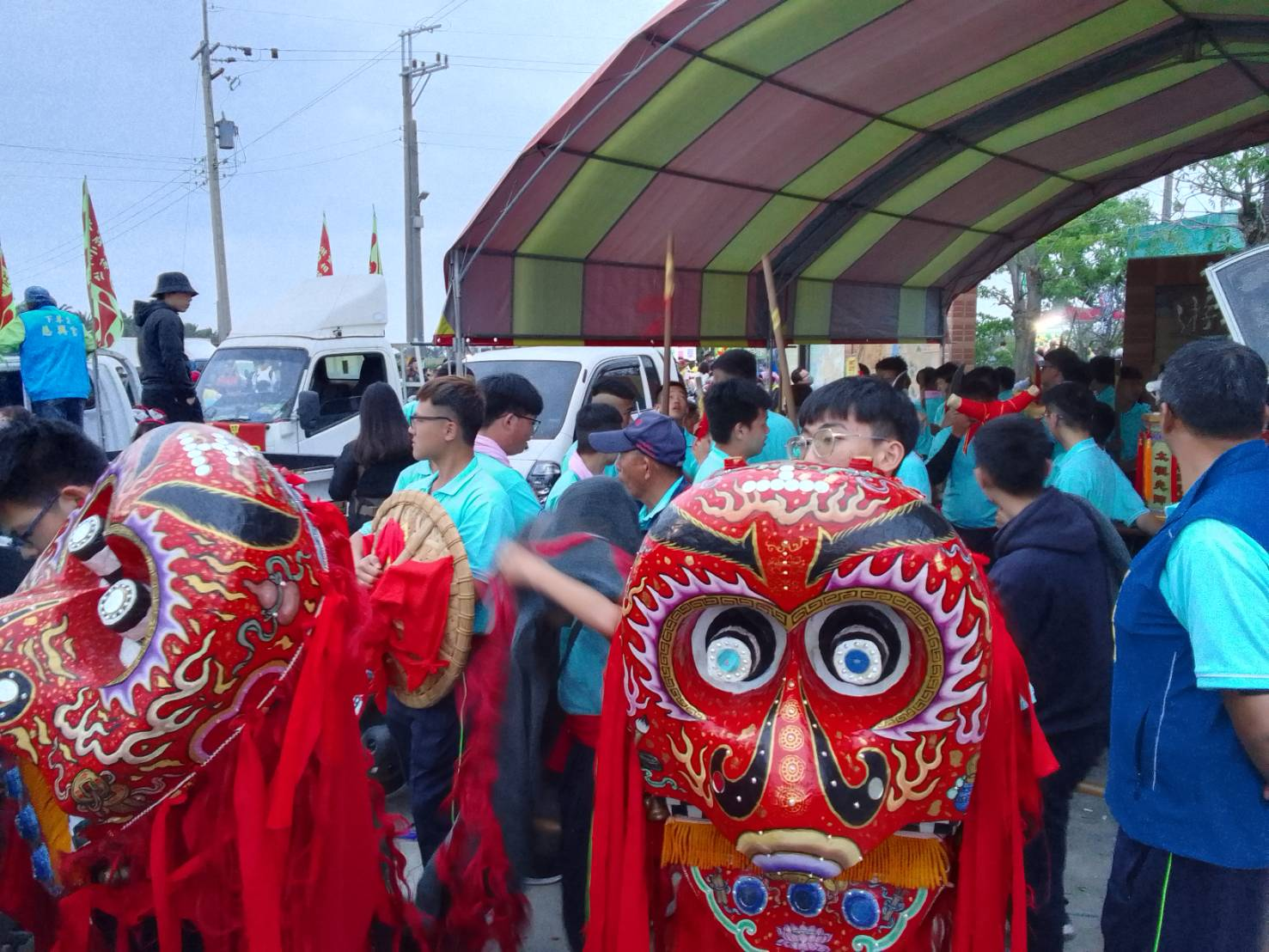
獅子舞役－その２
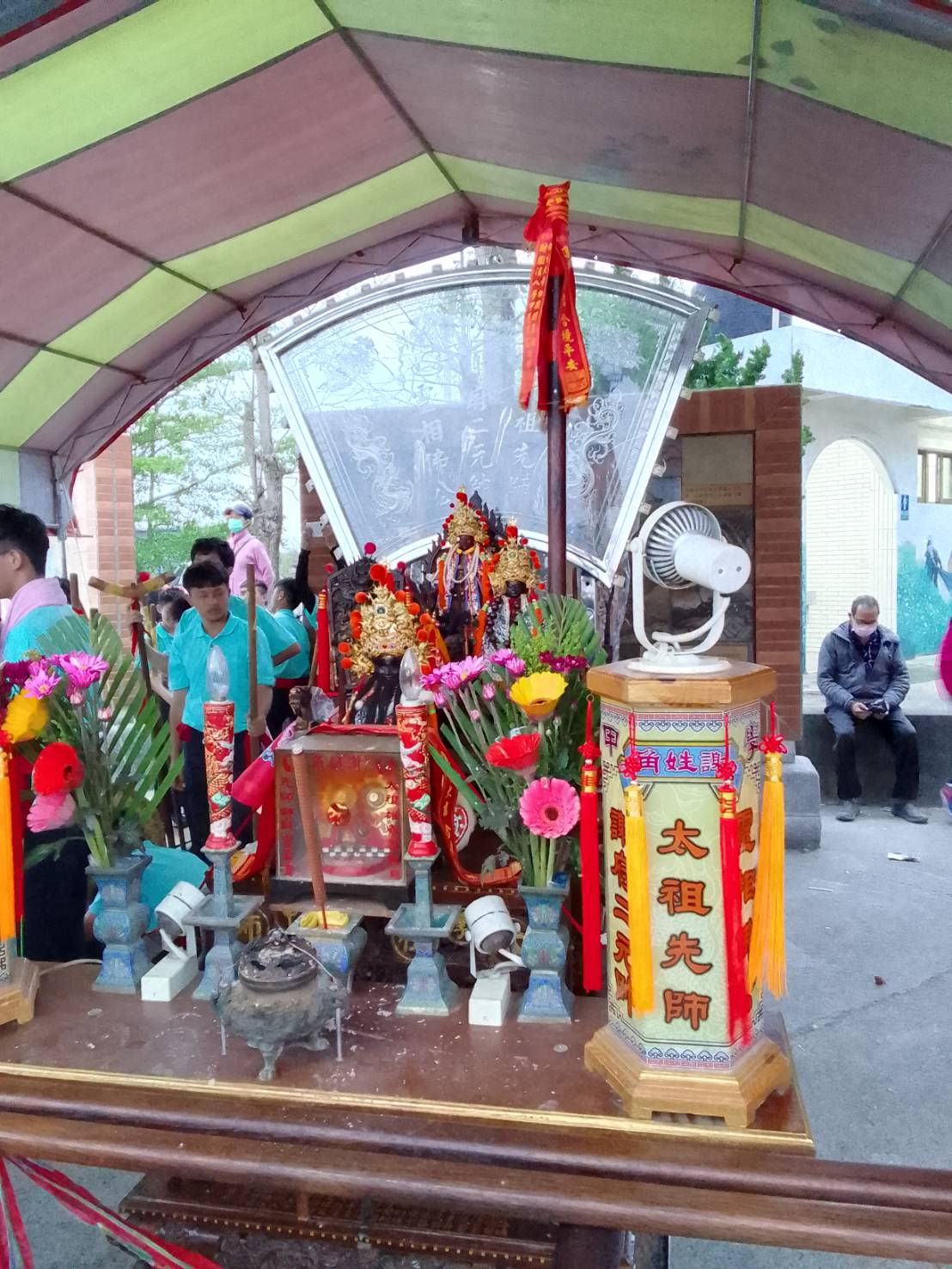
守護神－その２